# Pimelodella pallida
Pimelodella pallida är en fiskart som beskrevs av Dahl, 1961. Pimelodella pallida ingår i släktet Pimelodella och familjen Heptapteridae. Inga underarter finns listade i Catalogue of Life.